# Carvalheira
Carvalheira is een plaats (freguesia) in de Portugese gemeente Terras de Bouro en telt 448 inwoners (2001).